# Stenometopiellus tianshanicus
Stenometopiellus tianshanicus är en insektsart som beskrevs av Mitjaev 1971. Stenometopiellus tianshanicus ingår i släktet Stenometopiellus och familjen dvärgstritar. Inga underarter finns listade i Catalogue of Life.